# انتخابات ریاست‌جمهوری کره جنوبی (۱۹۸۷)
انتخابات ریاست جمهوری در کره جنوبی در ۱۶ دسامبر ۱۹۸۷ برگزار شد. این انتخابات استقرار جمهوری ششم و پایان حکومت استبدادی بود که از زمان تأسیس اش در سال ۱۹۴۸ در کشور حاکم بود. همچنین این انتخابات اولین انتخابات مستقیم ریاست جمهوری از سال ۱۹۷۱ بود. در ۱۵ سال گذشته، رؤسای جمهور به‌طور غیرمستقیم توسط کنفرانس ملی اتحاد، یک دانشکده انتخاباتی که تحت سلطه حزب حاکم بود، انتخاب می‌شدند.
این انتخابات پس از خیزش دموکراتیک ژوئن و قبل از بازی‌های المپیک تابستانی ۱۹۸۸ برگزار شد. روه تای-وو از حزب عدالت دموکراتیک با کسب ۳۷ درصد آرا در انتخابات پیروز شد. دو نامزد اصلی اپوزیسیون، کیم یانگ‌سام و کیم دای جونگ، بیش از ۵۵ درصد از آرا را به دست آوردند. مشارکت رای‌دهندگان ۸۹ درصد بود.